# Buttonville (Ontario)
Buttonville est une communauté de la ville de Markham, dans la banlieue nord de Toronto.
Le nom vient de John Button (né en 1772), un propriétaire fermier. La population était d'environ 30 000 habitants en 2002.
L'aéroport municipal de Buttonville y est exploité par Toronto Airways Limited.